# Mount Rosenthal
Mount Rosenthal är ett berg i Antarktis. Det ligger i Västantarktis. Chile gör anspråk på området. Toppen på Mount Rosenthal är 1 840 meter över havet.
Terrängen runt Mount Rosenthal är huvudsakligen kuperad, men söderut är den platt. Trakten är obefolkad. Det finns inga samhällen i närheten.